# Messerschmitt Me 164
O Messerschmitt Me 164, também conhecido por Messerschmitt-Caudron MeC.164, foi um projecto para um avião bimotor de transporte aéreo ligeiro. Este projecto foi criado para competir contra o Siebel Si 204. Foi construído um protótipo, mas foi abandonado em Fevereiro de 1942.